# Friedrich von Buxhoeveden
Friedrich Wilhelm von Buxhoeveden (także Friedrich von Buxhöwden lub Fiodor Fiodorowicz von Buxhöwden, ros. Федор Федорович Буксгевден, ur. 2 września?/13 września 1750 w Magnusdal (na wyspie Muhu w dzisiejszej Estonii); zm. 23 sierpnia?/4 września 1811 na zamku Lohde (est. Koluvere pod Kullamaa), niemiecko-bałtycki generał i dowódca, gubernator Warszawy w latach 1794–1796 i gubernator wojskowy Petersburga od 1796 r.

## Życiorys
Pochodził z dolnosaksońskiego rodu szlacheckiego o niezwykle bogatych tradycjach. Siedziba rodu znajdowała się w miejscowości Bexhövede (dzisiaj powiat Cuxhaven).
18 grudnia 1795 w Berlinie jako carski generał brygady został przyjęty przez pruskiego króla Fryderyka Wilhelma II do pruskiego stanu hrabiowskiego, a w kwietniu 1797 w Sankt Petersburgu przez cara Pawła I do rosyjskiego stanu hrabiowskiego.
Odznaczył się w wojnie rosyjsko-tureckiej w latach 1768–1774 i w wojnie rosyjsko-szwedzkiej 1788–1790. W czasie insurekcji kościuszkowskiej dowodził rosyjską dywizją piechoty. Brał udział w bitwie pod Krupczycami i w szturmie Pragi. Mianowany przez gen. Aleksandra Suworowa gubernatorem Warszawy, funkcję tę pełnił do chwili przekazania jej Prusom w 1796 r. Okres jego rządów w mieście oceniany jest pozytywnie.
Uczestnik wojen napoleońskich (brał udział m.in. w bitwie pod Austerlitz). W czasie wojny rosyjsko-szwedzkiej 1808–1809 r. głównodowodzący armii rosyjskiej w Finlandii.